# Marcel Tyberg
Marcel Tyberg (* 27. Januar 1893 in Wien; † 31. Dezember 1944 in Auschwitz-Birkenau) war ein österreichischer Komponist.

## Leben und Werk
Tybergs Vater, Marcell Tyberg, war ein bekannter Wiener Geiger, seine Mutter, Wanda Paltinger Tybergova, Pianistin und Studienkollegin von Artur Schnabel bei Theodor Leschetizky. Die Familie Tyberg war freundschaftlich mit Jan Kubelík verbunden; Marcel Tyberg widmete dessen Töchtern später eigene Liedkompositionen und pflegte eine Freundschaft zum etwa 20 Jahre jüngeren Rafael Kubelík.
Über Tybergs musikalische Ausbildung ist wenig bekannt, vermutlich war er Student der Musikakademie Wien. 1920 entstand die 1. Klaviersonate, 1924 Tybergs 1. Sinfonie. Später übersiedelte die Familie nach Opatija am Adriatischen Meer, mit dessen Sinfonieorchester Vater und Sohn Tyberg häufig gemeinsam auftraten, Marcel teilweise auch als dessen Dirigent.
Marcel Tyberg, der nach dem Tod des Vaters 1927 mit seiner Mutter in ärmlichen Verhältnissen lebte, spielte Orgel in Kirchen der Umgebung, erteilte Unterricht in Harmonielehre und komponierte Tanzmusik unter dem Pseudonym Till Bergmar, es entstanden jedoch auch Werke wie die 2. Sinfonie (1931, im gleichen Jahr von Rafael Kubelík mit der Tschechischen Philharmonie uraufgeführt), die 2. Klaviersonate (1935) und die 3. Sinfonie (1943), außerdem Messen und Kammermusik. Außerdem erstellte Tyberg eine Komplettierung von Schuberts „Unvollendeter“, wahrscheinlich für den Internationalen Schubert-Wettbewerb 1928. Sporadisch trat er weiterhin als Pianist und Dirigent in Erscheinung.
1944 wurde Tyberg – sein Wohnsitz unterlag zu dieser Zeit in der sogenannten Operationszone Adriatisches Küstenland deutscher Militärverwaltung – wegen seiner jüdischen Herkunft verhaftet; lediglich ein Ururgroßvater war Jude gewesen. Über das KZ San Sabba wurde Tyberg in das KZ Auschwitz-Birkenau deportiert, wo er Ende des Jahres 1944 ermordet wurde.
Über die befreundete Familie Mihich gelangten Manuskripte von Tybergs Kompositionen in die USA. 2008 wurde die wenige Monate vor Tybergs Verhaftung fertiggestellte 3. Sinfonie uraufgeführt. Sie erinnert in ihrer spätromantischen Tonsprache teilweise an Hans Rott und Gustav Mahler. Insbesondere enthält der 2. Satz, das Scherzo, nahezu wörtliche Zitate und rhythmische Strukturen, die teilweise entstellt übernommen wurden. Zum jetzigen Stand der Forschung ist noch nicht erschlossen worden, ob Tyberg sie von Mahlers 2. Sinfonie direkt übernommen hat oder ob er über Mahler Zugang zur von Mahler verschlossen gehaltenen Partitur der 1. Sinfonie von Hans Rott hatte, der ein früh verstorbener Freund Mahlers war. Rott ist der Urheber dieses Themas und der Ausarbeitung, das von Gustav Mahler in seiner 2. Sinfonie übernommen wurde. Stilistische Ähnlichkeiten zu Anton Bruckner, wie oft behauptet wird, lassen sich von der Kompositionstechnik, der Instrumentation und der musikalischen Tiefe wenig begründen. Viel näher ist der Stil zu Hans Rott, der ein Schüler Bruckners war. Die 3. Sinfonie wurde vom Buffalo Philharmonic Orchestra unter JoAnn Falletta uraufgeführt, beim Label Naxos auf CD eingespielt und gemeinsam mit Tybergs Klaviertrio 2010 veröffentlicht.
Weitere Aufnahmen: Messe Nr. 1 und Messe Nr. 2 mit Christopher Jacobson, South Dakota Chorale, Brian A. Schmidt (Pentatone, 2016); 2. Sinfonie und Sonata für Klavier Nr. 2 mit Fabio Bidini, Buffalo Philharmonic Orchestra, JoAnn Falletta (Naxos, 2013); Streichsextett mit Kontrabass mit Ensemble Alraune (NovAntiqua, 2019).